# Plantkunde

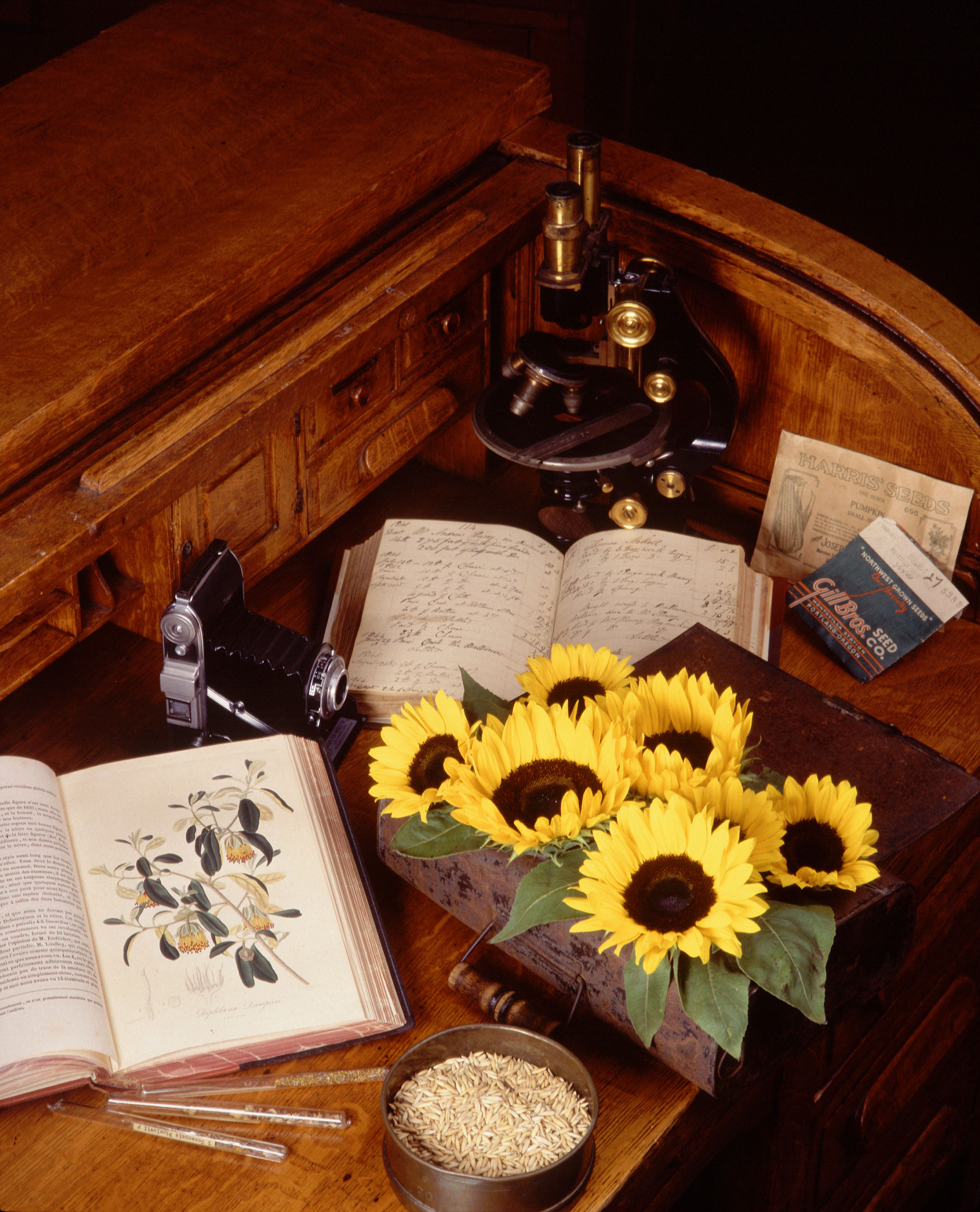
Geromantiseerd beeld met antieke benodigdheden van een botanicus.

De plantkunde, botanie, fytologie of botanica is een tak van de biologie. Het heeft een lange geschiedenis en verschillende disciplines.

## Beschrijving
De verschillende disciplines van de plantkunde kunnen wel gegroepeerd worden in idiobotanie en geobotanie. De idiobotanie bestudeert onder andere de morfologie, histologie, anatomie, cytologie, de fysiologie en de systematiek van organismes die kunnen worden aangeduid als planten. De plantengeografie, vegetatiekunde en planten(o)ecologie worden gerekend tot de geobotanie en bestuderen de planten in hun onderlinge relaties en hun relaties met hun milieu.

### Disciplines
Geobotanie is een al wat oudere term voor studie van planten in hun natuurlijke omgeving en in onderlinge relaties. Het omvat:
- Plantengeografie of floristische geobotanie[3] en de floristiek is het onderzoek naar de wilde flora van gebieden, naar het verspreidingsgebied van taxa zoals families, geslachten en soorten en de verklaring daarvan. Onder de flora van een gebied wordt een overzicht van de taxa van planten verstaan.
- Paleobotanie of historische geobotanie[4] is de wetenschap die onderzoek doet naar fossiele planten en de plantengroei in het verleden.
Palynologie (pollenanalyse) is een onderzoekstechniek, die zich bezighoudt met recent en fossiel stuifmeel, met sporen en andere microfossielen.
- Vegetatiekunde, coenologische geobotanie of synoecologie[5] is het onderzoek aan plantengemeenschappen (fytocoenoses); syntaxonomie de wetenschap van het indelen van levensgemeenschappen of biocoenoses.
- Planten(o)ecologie of oecologische geobotanie[6] is het onderzoek naar de betrekkingen tussen planten en hun omgeving (zoals indicatorwaarden, verspreidingsgebied en milieueisen), naar de oorzaken van de verspreiding van de planten op aarde en naar de kringloop van energie en van stoffen.

Idiobotanie is de slechts weinig gebruikte term voor het deel van de plantkunde dat de studie van de planten als individu, dat wil zeggen de planten op zich en het onderzoek betreft aan de eigenschappen van planten onder gecontroleerde omstandigheden (zoals bij laboratoriumonderzoek, op proefvelden). Hieronder vallen:
- (Bio)systematiek (systematische plantkunde met taxonomie, fylogenie, floristiek en verspreidingsgebieden) is de studie van de verscheidenheid en het ontstaan van de soorten en de levenscycli van de planten, verklaart deze variatie en zorgt voor de naamgeving.
- Plantenmorfologie is de studie van de kenmerken en de bouw en de structuur van planten en hun organen, en probeert men de verschillende bouwplannen te onderscheiden en (evolutionair) te verklaren. De plantenanatomie en histologie (als onderdeel van de morfologie) bestuderen de inwendige bouw van de verschillende plantenweefsels. In de plantenanatomie bestudeert men de bouw.
- Plantenfysiologie is de studie van de levensverrichtingen van planten: assimilatie, ademhaling, voeding zoals parasitisme, symbiose en saprofitisme, kringloop van stoffen, de werking in een cel.
- Bijzondere plantkunde omvat onder andere fycologie (de studie van algen), bryologie (de studie van levermossen, mossen en hauwmossen), lichenologie (de studie van korstmossen), mycologie (de studie van schimmels) en pteridologie (studie van varens en verwanten).

Daarnaast kan nog als onderdeel van de botanie worden beschouwd fytopathologie of plantenziektekunde, de studie van de interactie tussen planten en plantpathogenen.

### Omgrenzing van de planten
De term "planten" komt niet noodzakelijk overeen met wat (vroeger) werd aangeduid met de naam Plantae. Traditioneel behoorden hiertoe alle wat niet bij de dieren werd ondergebracht, zoals de fotoautotrofe organismen en de schimmels. De hoofdindeling in cryptogamen en fanerogamen was gebaseerd op de voortplanting door sporen of door zaden.
- Cryptogamen, ook wel "lagere planten" of "sporenplanten": deze groep is gekenmerkt doordat de voortplanting en de verspreiding plaatsvindt zonder bloemen of zaden. Het zijn onderling weinig verwante groepen.
  - Algen of wieren:
Deze groep onderscheidt zich doordat aan het organisme geen verschillende organen zijn te onderscheiden: het bestaat uit een veelcellig bladachtig geheel, dat vele vertakkingen kan hebben. Ook zijn er eencellige algen. De studie die zich bezighoudt met algen heet fycologie of algologie. Onder de bestudeerde groepen zijn groenwieren (Chlorophyta). Ook worden groepen bestudeerd die niet (meer) tot de planten worden gerekend, zoals blauwalgen (Cyanobacteria), kiezelwieren of diatomeeën (Bacillariophyta), bruinwieren (Phaeophyta) en roodwieren (Rhodophyta)
  - Schimmels (Fungi):
Traditioneel werden de paddenstoelen en andere schimmels gerekend tot de planten, maar deze organismen worden tegenwoordig niet meer gerekend tot de 'planten'; ze zijn meer verwant aan de dieren. Mycologie is de studie van de schimmels.
Een speciaal onderdeel van de schimmels wordt gevormd door de korstmossen (Lichenes). De lichenologie is de studie van de korstmossen.
  - Mossen in brede zin:
(blad-)mossen, levermossen, hauwmossen. De tak van wetenschap die zich met deze groepen bezighoudt heet bryologie.
  - Vaatcryptogamen:
deze groep plant zich voort en verspreidt zich door sporen. Hiertoe behoren de recente varens en enkele fossiele groepen. De tak van wetenschap die zich met deze groepen bezighoudt heet pteridologie.
- Fanerogamen of zaadplanten, ook wel "hogere planten": deze groep is gekenmerkt doordat de voortplanting en de verspreiding plaatsvindt door middel van zaden. De coniferen, palmvarens en bloemplanten behoren onder andere tot deze groep.
  - Pteridospermen of zaadvarens (Pteridospermatophyta) kunnen niet goed geplaatst worden, omdat ze een overgang lijken te vormen van de vaatcryptogamen naar de zaadplanten, doordat ze het uiterlijk hebben van varens, maar ook (eenvoudige vormen van) zaden vormen.
  - Gymnospermen of naaktzadigen
  - Angiospermen of bedektzadigen

| Historische namen van verschillende groepen in het "Plantenrijk" | Historische namen van verschillende groepen in het "Plantenrijk" | Historische namen van verschillende groepen in het "Plantenrijk" | Historische namen van verschillende groepen in het "Plantenrijk" | Historische namen van verschillende groepen in het "Plantenrijk" | Historische namen van verschillende groepen in het "Plantenrijk" |
| ---------------------------------------------------------------- | ---------------------------------------------------------------- | ---------------------------------------------------------------- | ---------------------------------------------------------------- | ---------------------------------------------------------------- | ---------------------------------------------------------------- |
| Thallophyta, lagere planten Arrhizophyta                         | Cryptogamae sporenplanten                                        | Prokaryoten, Protophytae, Schizophyta, Monera                    | Prokaryoten, Protophytae, Schizophyta, Monera                    | Bacteria                                                         | Bacteria                                                         |
| Thallophyta, lagere planten Arrhizophyta                         | Cryptogamae sporenplanten                                        | Prokaryoten, Protophytae, Schizophyta, Monera                    | Prokaryoten, Protophytae, Schizophyta, Monera                    | Algen s.l.                                                       | Cyanophyta                                                       |
| Thallophyta, lagere planten Arrhizophyta                         | Cryptogamae sporenplanten                                        | thallofyten zonder archegonia                                    | thallofyten zonder archegonia                                    | Algen s.l.                                                       | Algae s.s.                                                       |
| Thallophyta, lagere planten Arrhizophyta                         | Cryptogamae sporenplanten                                        | thallofyten zonder archegonia                                    | thallofyten zonder archegonia                                    | Fungi, schimmels                                                 |                                                                  |
| Thallophyta, lagere planten Arrhizophyta                         | Cryptogamae sporenplanten                                        | thallofyten zonder archegonia                                    | thallofyten zonder archegonia                                    | appendix: Lichenes                                               |                                                                  |
| Thallophyta, lagere planten Arrhizophyta                         | Cryptogamae sporenplanten                                        | Cormophyta Embryophyta Plantae (s.s.)                            | Archegoniatae                                                    | Bryophyta s.l. Astelocormophyta                                  | Hepaticae                                                        |
| Thallophyta, lagere planten Arrhizophyta                         | Cryptogamae sporenplanten                                        | Cormophyta Embryophyta Plantae (s.s.)                            | Archegoniatae                                                    | Bryophyta s.l. Astelocormophyta                                  | Musci                                                            |
| Thallophyta, lagere planten Arrhizophyta                         | Cryptogamae sporenplanten                                        | Cormophyta Embryophyta Plantae (s.s.)                            | Archegoniatae                                                    | Bryophyta s.l. Astelocormophyta                                  | Anthocerotae                                                     |
| Tracheophyta hogere planten Rhizophyta Stelocormophyta           | Cryptogamae sporenplanten                                        | Cormophyta Embryophyta Plantae (s.s.)                            | Archegoniatae                                                    | Vaatcryptogamen Pterophyta, varens                               | Lycophyta                                                        |
| Tracheophyta hogere planten Rhizophyta Stelocormophyta           | Cryptogamae sporenplanten                                        | Cormophyta Embryophyta Plantae (s.s.)                            | Archegoniatae                                                    | Vaatcryptogamen Pterophyta, varens                               | Pteridophyta                                                     |
| Tracheophyta hogere planten Rhizophyta Stelocormophyta           | Phanerogamae, fanerogamen                                        | Cormophyta Embryophyta Plantae (s.s.)                            | Spermatofyta Lignophyta                                          | Gymnospermae                                                     | Gymnospermae                                                     |
| Tracheophyta hogere planten Rhizophyta Stelocormophyta           | Phanerogamae, fanerogamen                                        | Cormophyta Embryophyta Plantae (s.s.)                            | Spermatofyta Lignophyta                                          | Angiospermae Anthophyta                                          | Monocotyledonae                                                  |
| Tracheophyta hogere planten Rhizophyta Stelocormophyta           | Phanerogamae, fanerogamen                                        | Cormophyta Embryophyta Plantae (s.s.)                            | Spermatofyta Lignophyta                                          | Angiospermae Anthophyta                                          | Dicotyledonae                                                    |

### Bijzondere plantkunde
Tot de bijzondere plantkunde horen vakgebieden als:
- algologie of fycologie (algen)
- bryologie, de studie van mossen, levermossen en hauwmossen
- lichenologie, de studie van korstmossen en verwante schimmels
- mycologie, de studie van de schimmels
- pteridologie, de studie van varens en varenachtigen
- dendrologie, de studie van bomen, struiken en in het algemeen houtige planten.

## Geschiedenis

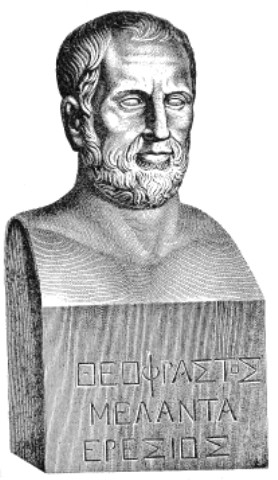
Buste van Theophrastus.

Theophrastus van Eresus (ongeveer 371 – 287 v.Chr.), een leerling van Aristoteles, wordt als één der eerste botanici beschouwd en wordt weleens de "Vader van de plantkunde" genoemd. In de causis plantarum en de historia plantarum beschreef hij 480 groepen planten, die hij indeelde op basis van veelal morfologische kenmerken. Enkele plantengeslachten die beschreven werden door Theophrastus zijn Crataegus, Daucus, Asparagus en Narcissus.
In de vroege middeleeuwen was er al sprake van kloostertuinen. Monniken en abten gingen zich dan ook toeleggen op de studie van planten. In 795 liet Karel de Grote de Capitulare de villis vel curtis imperii uitvaardigen die een beeld gaf van de toenmalige plantenkennis.
Wanneer vanaf het einde van de 15e eeuw wereldreizigers grote delen van de wereld verkenden en de Europese staten volop in expansie waren, was er in Europa een groeiende import van exotische planten. De Vlamingen gaven in de studie van de plantkunde op dat moment de toon aan. Keizer Karel V bracht in 1535 de fluweelbloem (Tagetes patula) mee uit Tunis en in 1537 tulpenbollen uit Cappadocië. In 1597 bereikte ons de mosroos (Rosa ×centifolia 'Muscosa') en komkommerzaad was er vanaf 1598.
Bekende onderzoekers van dat moment waren:
- Rembert Dodoens (1517 of 1518 – 1585), die met zijn Cruydeboek een basishandboek voor de plantkunde maakte.
- Charles de l'Escluse (1526 – 1609), hoofd van de kruidtuin in Wenen.
- Matthias de l'Obel (1538 – 1616), die onderzoek deed naar rozen.

Daarnaast droegen veel particulieren, die de tuin als hun hobby beschouwden, bij tot nieuwe ontwikkelingen. Zij waren vooral van belang voor de import van nieuwe planten waarmee ze hun collectie konden uitbreiden.
- Karel van Sint-Omaars (1533 – 1569), die van groot belang was vanwege de talrijke afbeeldingen van planten die hij Jacob van den Coornhuuse liet maken.
- Peeter van Coudenberghe (1525 – 1594) had als apotheker een wereldvermaarde kruidtuin in Antwerpen.
- Ogier van Busbeke (1522 – 1592) was werkzaam in Constantinopel maar stuurde veel onbekende planten naar het keizerlijk hof.
- Geraard van Veltwijck
- Marie de Brimeu (ca. 1550 – 1605)
- Christine Bertolf
- Anselmus Boëtius de Boodt (1550 – 1632), Florum, herbarum ac fructuum selectiorum icones

Na de val van Antwerpen in 1585 vluchtte een deel van de intellectuele elite uit de Zuidelijke Nederlanden en kwam er een einde aan de vooraanstaande positie van de Vlamingen. De kennis verschoof naar het noorden waar het bloeiende handelsimperium van de Verenigde Provinciën ook een vruchtbare bodem de ontdekking nieuwe planten uit de kolonies. In het noorden werden tuinen een zaak van handelaars, terwijl in het zuiden de adel en heersers de botanische interesses overnamen.

### Indeling en morfologie
Tegen het midden van de 18e eeuw was de omvang van het botanisch materiaal als gevolg van uitvoerige exploraties enorm opgelopen in de tuinen en herbaria. Dit vroeg om een systematische manier van catalogiseren. Deze classificatie van planten was een taak van de plantensystematici.
Er is een algemene trend in de classificatie van planten waarbij, in de loop der tijd, vroeger vaker een "kunstmatige" indeling op basis van gebruikswaarde of algemene habitus en bouw een rol speelde, via pre-darwinistische 'natuurlijke' indelingen die gebruikmaken van gelijkenis op basis van één of meer eigenschappen van de plant, tot post-darwinistische "natuurlijke" indelingen die eigenschappen gebruiken die (hopelijk) gerelateerd zijn aan de fylogenie.

## Samenwerkingsverbanden
- American Society of Plant Taxonomists
- Botanical Research Institute of Texas
- Botanical Society of America
- Botanical Society of Scotland
- Botanical Society of the British Isles
- Council on Botanical and Horticultural Libraries
- Deutsche Botanische Gesellschaft
- European Botanical and Horticultural Libraries Group
- International Association for Plant Taxonomy
- Koninklijke Belgische Botanische Vereniging
- Koninklijke Nederlandse Botanische Vereniging
- Organization for the Phyto-Taxonomic Investigation of the Mediterranean Area
- Phytochemical Society of Europe
- Phytochemical Society of North America
- Society for Economic Botany
- Torrey Botanical Society